# Жерониці (Лодзинське воєводство)
Жерониці (пол. Żeronice) — село в Польщі, у гміні Бедльно Кутновського повіту Лодзинського воєводства.
Населення — 155 осіб (2011).
У 1975-1998 роках село належало до Плоцького воєводства.

## Демографія
Демографічна структура станом на 31 березня 2011 року:
|          | Загалом | Допрацездатний вік | Працездатний вік | Постпрацездатний вік |
| -------- | ------- | ------------------ | ---------------- | -------------------- |
| Чоловіки | 78      | 18                 | 54               | 6                    |
| Жінки    | 77      | 15                 | 43               | 19                   |
| Разом    | 155     | 33                 | 97               | 25                   |